# Tajemnica Emmy
Tajemnica Emmy (oryg. niem. Amy Angel) – książka dla nastolatek napisana przez niemieckiego autora Thomasa Brezinę. Jest pierwszą częścią serii „Tajemnicze Dziewczęta” (oryg. Geheimnisvolle Mädchen).

## Opis fabuły
Piętnastoletnia Emma pragnie zdobyć autograf słynnego piosenkarza Matta M. Postanawia pojechać do hotelu, w którym chłopak ma zamiar się zatrzymać podczas dobroczynnego koncertu. Dochodzi między nimi do niemiłej rozmowy. Dziewczyna jest zawiedziona, bowiem liczyła na to, iż jej idol będzie inny, niż okazał się naprawdę. Matt M. aby dać upust nerwom postanawia przejechać się swoim nowym, sportowym samochodem. Dochodzi do wypadku i chłopak trafia do szpitala. Lekarze stwierdzają, iż jego stan jest krytyczny i nie dają mu żadnej szansy na przeżycie. Wtedy dzieje się coś dziwnego. W pokoju Emmy pojawia się Matt. Dziewczyna jest zszokowana, bowiem widzi go jako anioła z czarnymi skrzydłami. Chłopak wyjaśnia, iż jest ona jego jedynym ratunkiem. 'Oni' (jak określił Matt) powiedzieli, że ma czas do niedzieli, aby jego skrzydła z czarnych stały się białe. Dokonać tego może poprzez dobre uczynki. Emma jest jedyną osobą, która go widzi i słyszy, ale tylko gdy są sami. Nie może jednak go dotknąć, ponieważ jest on niematerialny. Jeżeli nie uda mu się wykonać zadania czeka go śmierć. Matt pomaga Emmie w jej problemach, na co składa się szkoła, chłopak i koledzy. Emma znów, stara pomóc się Mattowi. Podczas prób wybielenia skrzydeł chłopak odwiedza swoją biologiczną matkę i pomaga jej uwolnić się od mężczyzny, który ją wykorzystuje. Obserwuje także dziewczynę, która przestała mówić. Skrzydła 'anioła' stopniowo stają się bielsze. Niestety nie były one wystarczająco białe, aby mógł uwolnić się od śmierci. Ostatniego dnia żegna się z Emmą, stając się materialnym, aby móc ją pocałować. Spędzając ostatnie chwile w samotności woła na cały głos, że wybacza wszystkim całe zło i kocha swą matkę. Te słowa ratują go i następnego dnia budzi się ze śpiączki, nucąc „Emmo, mój aniele”.